# Ardizas
Ardizas är en kommun i departementet Gers i regionen Occitanien i sydvästra Frankrike. Kommunen ligger i kantonen Cologne som tillhör arrondissementet Auch. År 2022 hade Ardizas 219 invånare.

## Befolkningsutveckling
Antalet invånare i kommunen Ardizas
Referens:INSEE